# Quattroruote
Quattroruote (итал. Quattroruote, рус. четыре колеса) — популярный итальянский автомобильный журнал, издаваемый предпринимателем Джанни Маццокки для автолюбителей. С 2007 года, стал выходить вместе с журналом «Top Gear». Также существует телевизионная версия журнала.

## Главный офис
Главный офис «Quattroruote» находится в городе Роццано провинции Милан, в музее истории автомобилестроения.

## Трасса
«Quattroruote» имеет собственный автополигон, расположенный к югу от Милана. Эта скоростная трасса с созданными условиями для разнообразных исследований. На полигоне проводятся тесты автомобилей с использованием высокотехнологичного оборудования.